# Giuseppe Bosco di Ruffino
Giuseppe Celestino Bosco, conte di Ruffino (1774 – 1854) è stato un nobile italiano, sindaco di Torino nel 1838 e nel 1845.

## Biografia
Nel 1834 sposò Enrichetta Ricardi di Netro, figlia del conte Felice Federico e della contessa Giulia Spitalieri di Cessole.
Fu uditore generale di corte e "conservatore delle regie caccie", cioè custode delle riserve di caccia reali.
Fu sindaco di Torino di seconda classe nel 1838, con Carlo Cacherano d'Osasco, e nel 1845, con Giuseppe Pochettini di Serravalle.
Nel 1844 diventò proprietario del castello di Piobesi Torinese, venduto poi dagli eredi nel 1859.